# Dolno Konyare
Dolno Konyare (macedónul: Долно Коњаре, szerbül Доње Коњаре) település Észak-Macedóniában, az Északkeleti körzetben, Kumanovo községben.

## Népesség
| Lakosok száma | 254  | 369  | 552  | 998  | 1050 | 1116 | 1159 | 1286 | 330  |
|               | 1948 | 1953 | 1961 | 1971 | 1981 | 1991 | 1994 | 2002 | 2021 |

- 1994-ben 1159 lakosa volt, akik közül 556 macedón (48%), 496 szerb (42,8%), 93 albán és 14 egyéb.
- 2002-ben 1286 lakosa volt, akik közül 669 macedón (52%), 516 szerb (40,1%), 91 albán és 10 egyéb.